# INFINI/インフィニ
『INFINI/インフィニ』（原題:Infini）は2015年に公開されたオーストラリアのSF映画である。監督はシェーン・アビス、主演はダニエル・マクファーソンが務めた。

## ストーリー
23世紀初頭、地球人口の9割以上が貧困にあえいでいた。貧困層が貧困から抜け出す唯一の道はスリップストリームと呼ばれる転送装置を使い、宇宙での採掘作業という命がけの仕事に従事することだけだった。ウィット・カーマイケルも家族を養うために採掘作業に身を投じることにし、最も危険な惑星の一つ、インフィニへと転送された。
それからしばらくして、作業員が凶暴化した状態でインフィニから帰還するという事件が発生した。当局がその原因を調べたところ、インフィニから採掘された鉱石に原因があることが判明した。インフィニに送られた作業員はウィットを除いて既に死亡していた。最悪なことに、鉱石は地球へ出荷された後だった。当局は鉱石の転送阻止とウィットの救助のために特別チームを編成し、インフィニへと転送した。
インフィニに到着した一行が目にしたのは凍り付いた大量の死体であった。その後、一行はウィットを発見した。ウィットによると、作業員たちは謎の感染症で凶暴化し、お互いに殺し合いを始めたのだという。一行はウィットの助力もあって鉱石の転送を中止することに成功したが、その直後、正気を失った生存者に襲撃された。撃退することには成功したもの、一行は生存者の血を浴びてしまい、やがて凶暴化し始めた。ウィットは一行から身を潜め、謎の感染症に関する情報を集めることにした。研究室を発見したウィットが残された記録に目を通すと、そこには驚くべき事実が記載されていた。

## キャスト
- ダニエル・マクファーソン - ウィット・カーマイケル
- グレース・ファン - クレア・グレニッヒ
- ルーク・ヘムズワース - チャーリー・ケント
- ルーク・フォード - チェスター・ハンティントン
- ブレン・フォスター - モーガン・ジャックラー
- ドゥエイン・スティーヴンソン - レックス・マニングス
- ハリー・パヴリディス - ハリス・メンジーズ
- ルイーサ・ミグノニ - フィリパ・ボクサン
- ケヴィン・コープランド - シート・ヨハンソン
- リチャード・ハジェット - モントリー
- テス・ハウブリック - リサ・カーマイケル
- マット・ミント - 主任
- アンディ・ロドレーダ - セフトン・ノリック
- ポール・ウィンチェスター - デヴィッド・ポンター
- ブレンダン・クリアキン - ハックフォード
- リチャード・マート - マトソン

## 製作・マーケティング
2013年10月21日、本作の主要撮影がオーストラリアのシドニーで始まった。2015年3月9日、ヴァーティカル・エンターテインメントが本作の全米配給権を獲得したと報じられた。4月11日、本作はブリュッセル国際ファンタスティック映画祭でプレミア上映され、翌12日にはゴールドコースト映画祭での上映が行われた。22日、本作のオフィシャル・トレイラーが公開された。

## 評価
本作に対する批評家からの評価は伸び悩んでいる。映画批評集積サイトのRotten Tomatoesには16件のレビューがあり、批評家支持率は31%、平均点は10点満点で4.73点となっている。『ガーディアン』のマイク・マッカヒルは本作に5つ星評価で星2つを与え、「『INFINI/インフィニ』は爆音を響かせることに注力しすぎており、劇中で展開される殺戮ゲームのルールを観客に遮二無二教え込もうとしてくる。」と評している。